# Людвиг Вильгельм Гессен-Гомбургский
Принц Людвиг Иоганн Вильгельм Груно Гессен-Гомбургский (нем. Ludwig Johann Wilhelm Gruno, Prinz von Hessen-Homburg; 15 января 1705, Бад-Хомбург — 23 октября 1745, Берлин) — представитель Гессенского владетельного дома, российский генерал-фельдцейхмейстер (1735) и генерал-фельдмаршал (1742).

## Биография
Сын ландграфа Гессен-Гомбургского Фридриха III Якова (1673—1746) от 1-го брака с Елизаветой Доротеей (1676—1721), принцессой Гессен-Дармштадтской. По словам Манштейна, он не получил воспитания, соответствующего его высокому происхождению. С апреля 1722 года по январь 1723 года принц слушал лекции в Гиссенском университете, но не проявил любви к наукам.
Отец его в 1723 году согласился на предложение П. И. Ягужинского, посетившего Бад-Гомбург, и отпустил сыновей своих Людвига и Иоганна Карла (1706—1728) на русскую службу. 9 ноября 1723 года принц Людвиг определен был полковником в Нарвский полк и в январе 1724 года явился на службу в Ревель. После кончины Петра І положение принцев Гомбургских ухудшилось из-за недоброжелательного отношения к ним А. Д. Меншикова. Оно укрепилось с опалой последнего.
Принц Людвиг в апреле 1727 года перешёл со своим полком в Ригу и 1 декабря произведён в генерал-майоры. Живя здесь, он познакомился с вдовствующей герцогиней Анной Иоанновной, с восшествием которой на русский престол положение его ещё более улучшилось. Осенью 1730 года он был вызван в Москву, произведён в генерал-лейтенанты и премьер-майоры Преображенского полка и назначен советником Военной коллегии; уплачены были все его долги.
2 мая 1732 году принц назначен был командующим полевыми войсками в Петербурге и его окрестностях, 28 августа того же года ему было поручено командование отрядом войск в Прикаспийских владениях России. 22 апреля 1733 года принц принял начальство над войсками на Кавказе вместо временно командовавшего генерала Левашёва и стал титуловаться главнокомандующим. Главным местопребыванием его было укрепление Святого Креста. В июне ему пришлось вступить в бой с крымским ханом Терти-Гиреем, стремившимся пробраться на помощь осажденному персиянами Багдаду. 11 июня принцу удалось одержать победу над татарами при Горанчи (Горечае, Горячей), но при этом он, будучи окружён врагами, спасся от смерти только благодаря быстроте своего коня.
Вернувшись в укрепление св. Креста, принц почти безвыездно жил там; его бездействием воспользовался сын крымского хана Фети-Гирей, и пробился с 50 000 татар сквозь русские отряды. 16 сентября (5 октября) принц со своим отрядом перешёл в Дербент, а 21-го сентября (октября) действовавший с ним генерал Еропкин взял Багили, местопребывание враждебного русским хана Усмея. В общем принц не проявил способностей полководца и вскоре был отозван. В середине ноября он вернулся в укрепление св. Креста и 8 декабря отбыл в Москву, где за свои успешные военные действия был награждён 10 февраля 1734 года орденами св. Андрея Первозванного и Александра Невского.
В том же году принц принял участие в польской войне в защиту русского кандидата на польский престол — Августа III Саксонского — и успешно осаждал крепости Збараж и Броды, которые сдались ему в июле. Весною 1735 году ему было поручено успокоение Подольского воеводства. 3 августа за исполнение этого поручения он получил от короля орден Белого Орла. В августе же принц вступил вместо Миниха в командование действовавшим в Польше корпусом, который он должен был вывести на Украину. 28 марта 1735-го принц Гомбургский был назначен генерал-фельдцейхмейстером, а так же Генерала-провиантмейстера но до июля 1736 года ему пришлось разделять власть со своим предшественником Минихом, сохранившим за собой должность обер-директора над фортификациями и инженерами.
Так же он стал губернатором Астраханской и Персидских областей (провинции Ширван, Гилян, Мазендеран и Астрабад, по заключенному еще Петром I Рештскому договору, подписанный 21 января (1 февраля) 1732 года в городе Решт).
В 1736 году принц, в должности  генерал-фельдцейхмейстера в чине генерал-аншефа командуя  одной из колонн войска, участвовал под начальством Б. Миниха в Крымском походе в кампанию 1736 года и был при взятии Перекопа, разорении Гёзлёва, Бахчисарая и Ак-Мечети. Отношения его с Минихом испортились ещё до этого похода, а теперь стали ещё более натянутыми. Принц убедил нескольких генералов подписать протест против действий главнокомандующего и, по словам Манштейна, намеревался даже арестовать Миниха, если он не исполнит требований генералов. Протест не имел никаких результатов, и тогда принц написал письмо к Э. Бирону с жалобой на Миниха; Бирон переслал донос Миниху, что, конечно, не могло улучшить отношений между главнокомандующим и его ближайшим помощником.

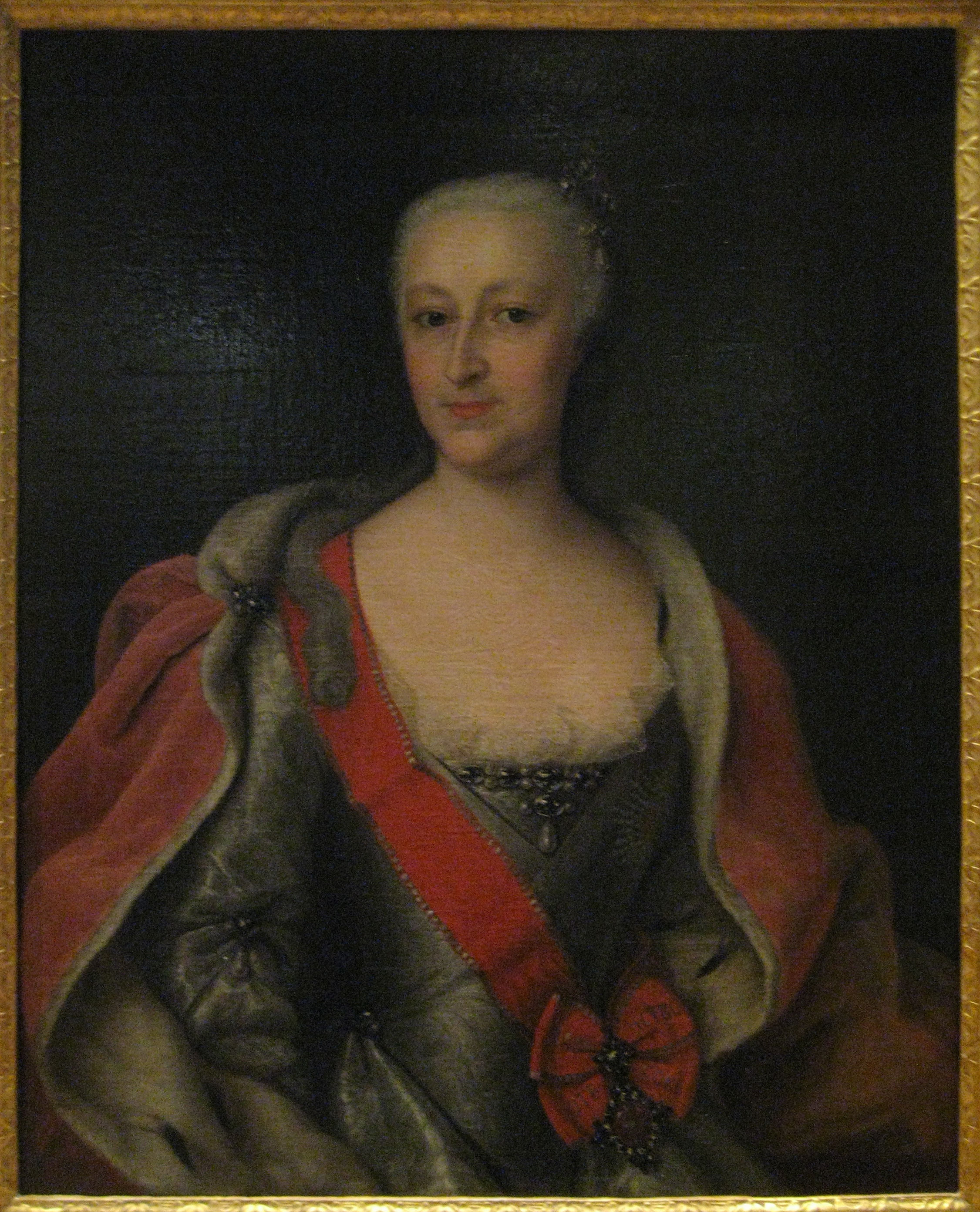
Жена — Анастасия Трубецкая
Портрет кисти Франца Липпольда
(Franz Lippold)

Тем не менее в кампанию 1737 года принц снова под начальством Миниха участвовал в Очаковском походе. В штурме Очакова он не принимал непосредственного участия; по словам же Манштейна, принц «занемог в то самое время, когда русские готовились идти на приступ, и выздоровел в день взятия Очакова». Возвратясь в Петербург по окончании похода, он 21 января 1738 году вступил в брак с вдовой бывшего молдавского господаря, княгиней Анастасией Ивановной Кантемир, урождённой княжной Трубецкой — дочерью Ивана Юрьевича Трубецкого.
В 1739 году принц отправился, впервые после своего переезда в Россию, за границу и представил родным жену. Указом 10 марта 1740 года Миниху повелено было под своим председательством и в составе членов принца Гомбургского и барона Левендаля образовать особую комиссию «о рассмотрении артиллерии и о поправлении в имеющихся при оной недостатках и о лучшем и порядочном впредь оной содержании». Комиссия собиралась только 3 раза. Деятельность её возобновилась при Анне Леопольдовне 23 января 1741 года под председательством принца, и уже 10 февраля 1742 года представлен был Сенату проект инструкции Канцелярии Главной артиллерии и штатов её, но не получил утверждения.
В июне 1741 года принцу по случаю войны со Швецией вверено было командование войсками, назначенными оборонять побережье Финского залива; он оставался при них до наступления зимы, но до военных столкновений со шведами дело не доходило. Принц был ревностным сторонником цесаревны Елизаветы Петровны, и 25 ноября 1741 года, в день переворота, возведшего её на престол, она поручила ему ведать военные силы Петербурга и охранять с ними порядок. В награду за участие в перевороте принц пожалован был в капитан-поручики Лейб-кампании и 11 декабря 1741-го получил в свою «дирекцию» Шляхетный кадетский корпус; кроме того, Государыня пожаловала ему перстень с бриллиантами, золотую шпагу со своим вензелем и бриллиантами и двор в Москве в Немецкой слободе, а так же обширные земли в Ливонии (5 апреля 1742 года).
В день коронации (25 апреля 1742 года) он был произведён в генерал-фельдмаршалы и полковники Измайловского полка. 15 февраля 1742-го Артиллерийская канцелярия была вновь соединена с Фортификационной конторой под главным начальством принца Гомбургского. 27 июля того же года, за отъездом императрицы в Киев, принцу были поручены в управление петербургские дворцы, оставшаяся в столице гвардия, а также полевые и гарнизонные полки.
Осенью этого года принц тяжко заболел и 18 августа 1745 году по совету врачей уехал за границу. Доехав до Берлина, он вследствие усилившейся болезни принужден был здесь остановиться и скончался. Принц Гессен-Гомбургский оставил по себе в России печальную память. Интриган, с беспокойным, сварливым характером, он ссорился и с Меншиковым, и с Минихом, и с Бестужевым-Рюминым, и никем не был любим; его донос на князя В. В. Долгорукова вызвал ссылку последнего. Стоя во главе артиллерии, он лично ничем не способствовал её процветанию.